# Teja Melink
Teja Melink, slovenska atletinja, * 23. marec 1980, Šempeter.
Melinkova je za Slovenijo nastopila v skoku ob palici na Poletnih olimpijskih igrah 2004 v Atenah.